# Парк Європейський
Парк Європейський — парк-пам'ятка садово-паркового мистецтва місцевого значення. Об'єкт розташований на території міста Черкаси Черкаської області, в районі вул. Гагаріна та Сержанта Жужоми.
Площа — 6,3645 га, статус отриманий у 2016 році.
На місці резерву намиву піску навесні 2014 року, висаджено саджанці дерев (липи звичайної, каштана рожевого), кущі калини та створено алею пам'яті Небесної сотні. Цей парк буде нагадувати про події, які відбулися на Майдані Незалежності взимку 2014 року.